# 1732
Năm 1732 (số La Mã: MDCCXXXII) là một năm nhuận bắt đầu từ ngày thứ Ba  trong lịch Gregory (hoặc một năm nhuận bắt đầu vào thứ Bảy của lịch Julius  chậm hơn 11 ngày).

## Sinh
- 11 tháng 1 – Peter Forsskål, nhà tự nhiên học, Đông phương học người Thụy Điển (m. 1763).
- 24 tháng 1 – Pierre de Beaumarchais, nhà văn người Pháp (mất 1799)
- 22 tháng 2 – George Washington, Tổng thống Hoa Kỳ, chỉ huy trong Chiến tranh cách mạng, người lính trong Chiến tranh Pháp và Ấn Độ (mất năm 1799)
- 31 tháng 3 – Joseph Haydn, nhà soạn nhạc người Áo (mất 1809)
- 5 tháng 4 – Jean-Honoré Fragonard, họa sĩ người Pháp (mất 1806)
- 8 tháng 4 – David Rittenhouse, nhà thiên văn học, nhà phát minh, nhà toán học, trắc địa, khoa học Mỹ. (Mất 1796)
- 13 tháng 4 – Frederick Bắc, Chúa Bắc, Thủ tướng Chính phủ của Vương quốc Anh (mất 1792)
- 21 tháng 6 – Johann Christoph Friedrich Bach, nhà soạn nhạc người Đức (mất 1795)
- 30 tháng 9 – Jacques Necker, chính trị gia Pháp (mất 1804)
- 6 tháng 10 – Nevil Maskelyne, Nhà thiên văn Hoàng gia Anh (mất 1811)
- 13 tháng 11 – John Dickinson, Thống đốc Delaware và Pennsylvania (mất 1808)
- 6 tháng 12 – Warren Hastings, quản trị viên người Anh (mất 1818)
- 23 tháng 12 – Richard Arkwright, nhà phát minh người Anh (mất 1792)
- Không rõ ngày – Abbas III, Shah của Ba Tư (mất 1740)